# 符宾
符宾（1969年5月6日—），籍贯河北，出生于北京，是一名退役中国足球运动员。符宾曾多次入选中国国家队，是为数不多的河北籍国脚之一，但是始终没有坐稳过主力国门的位置。他曾是中超联赛年龄最大的球员。
1994年联赛职业化后，符宾加盟了吉林三星，但在球队中只是替补球员。1995年符宾加盟家乡球队北京国安，帮助球队获得两届中国足协杯冠军，还入选国家队。
1998年，符宾以200万元转会前卫寰岛(即后來的重庆力帆)，他坐稳了首发的位置，在2000年帮助球队获得了中国足协杯冠军。
2004年，符宾转会湖南湘军，还兼任球队的守门员教练，但球队还是在2006年降级。
2007年，已经连续几年效力于低级别联赛的符宾加盟成都谢菲联参加中甲联赛，2008及2009年则参加中超联赛。
2009赛季结束后，40岁的符宾终于选择退役，成为成都谢菲联的守门员教练。2011年7月，符宾加盟天津泰达，担任守门员教练，2015年冬训前离队。
2017年7月，符宾回归北京国安队，担任领队。
符宾在中国顶级及次级职业联赛合共出场350次（不完全统计）並曾720分钟不失球，保持中国职业联赛不失球的最高纪录，同时也是中国足坛出场最大年龄的球员(40岁零133天)。

## 外部連結
- 符宾：一个化石级球员的退隐（页面存档备份，存于）